# Bắc Sơn, Phổ Yên
Bắc Sơn là một phường thuộc thành phố Phổ Yên, tỉnh Thái Nguyên, Việt Nam.

## Địa lý
Phường Bắc Sơn nằm ở phía tây thành phố Phổ Yên, trên tuyến tỉnh lộ 261, tách biệt với 12 phường còn lại của thành phố. Phường có vị trí địa lý: 
- Phía đông giáp xã Minh Đức và xã Phúc Thuận
- Phía tây giáp xã Phúc Thuận
- Phía nam giáp xã Minh Đức và xã Phúc Thuận
- Phía bắc giáp xã Phúc Thuận.

Phường Bắc Sơn có diện tích 3,87 km², dân số năm 2021 là 3.996 người, mật độ dân số đạt 1.032 người/km².

## Lịch sử
Sau khi kiểm soát hoàn toàn miền Bắc, Chính phủ Việt Nam Dân chủ Cộng hòa, bên cạnh việc phân chia lại ruộng đất cho nông dân ly tán do tác động chiến tranh, còn tổ chức hệ thống các nông trường để khai thác các vùng đất hoang vào mục đích nông nghiệp. Lực lượng tổ chức nông trường gồm nhiều thành phần dân cư, trong đó có một số lượng lớn quân nhân tạm thời chưa giải ngũ được điều động làm công tác kinh tế.
Nông trường Bắc Sơn được thành lập năm 1957 theo quyết định của Quân khu Việt Bắc, ban đầu gồm cả phần diện tích của 2 huyện Đại Từ và Phổ Yên, đều thuộc tỉnh Thái Nguyên. Thành phần lao động chủ yếu của nông trường là các quân nhân chuyển ngành, hoạt động trong lĩnh vực khai hoang và trồng chè. Năm 1966, phần đất thuộc huyện Đại Từ của nông trường được tách ra để thành lập Nông trường Quân Chu. Địa phận của Nông trường Bắc Sơn bấy giờ được thu hẹp lại trên phần đất của 3 xã Phúc Thuận, Minh Đức, Thành Công của huyện Phổ Yên.
Ngày 26 tháng 10 năm 1967, Bộ Nội vụ ra Quyết định số 416/NV thành lập thị trấn Nông trường Bắc Sơn trên cơ sở khu dân cư tập trung và lãnh thổ do Nông trường Bắc Sơn quản lý. Thị trấn Nông trường Quân Chu cũng được thành lập trong thời gian này.
Tổ chức của thị trấn Nông trường Bắc Sơn hoạt động mang đặc thù của một Thị trấn nông trường khá phổ biến tại miền Bắc Việt Nam giai đoạn 1965 - 1985, vừa mang đặc tính một đơn vị sản xuất kinh tế, vừa là đơn vị hành chính độc lập nhưng có địa bàn chồng lấn với các đơn vị hành chính địa phương.
Từ năm 1986, khi Việt Nam bắt đầu đổi mới và mở cửa, xu hướng phân tách chức năng kinh tế và quản lý hành chính mới bắt đầu được thực hiện. Hoạt động của thị trấn Nông trường Bắc Sơn từ đó cũng được phân biệt, tách chức năng hoạt động kinh tế của Nông trường Bắc Sơn khỏi hoạt động quản lý hành chính của thị trấn Nông trường Bắc Sơn.
Năm 2006, Nông trường Bắc Sơn được cổ phần hóa, trở thành Công ty cổ phần Chè Bắc Sơn, với phần lớn cổ phần của Tổng công ty chè Việt Nam, chính thức trở thành một doanh nghiệp độc lập.
Ngày 13 tháng 1 năm 2011, Chính phủ ban hành Nghị quyết số 05/NQ-CP. Theo đó:
- Giải thể thị trấn nông trường Bắc Sơn, chuyển 1.132 người của thị trấn về xã Minh Đức, 2.783 người của thị trấn về xã Phúc Thuận
- Thành lập thị trấn Bắc Sơn trên cơ sở điều chỉnh 161,72 ha diện tích tự nhiên và 1.206 người của xã Minh Đức, 207,31 ha diện tích tự nhiên và 2.954 người của xã Phúc Thuận.

Thị trấn Bắc Sơn có 369,03 ha diện tích tự nhiên và 4.160 người.
Ngày 15 tháng 5 năm 2015, Ủy ban Thường vụ Quốc hội ban hành Nghị quyết số 932/NQ-UBTVQH13. Theo đó, chuyển huyện Phổ Yên thành thị xã Phổ Yên và thành lập phường Bắc Sơn trên cơ sở toàn bộ 369,09 ha diện tích tự nhiên và 5.231 người của thị trấn Bắc Sơn.
Ngày 10 tháng 4 năm 2022, thành lập thành phố Phổ Yên trên cơ sở toàn bộ diện tích và dân số của thị xã Phổ Yên, phường Bắc Sơn trực thuộc thành phố Phổ Yên như hiện nay.